# Eunice guttata
Eunice guttata är en ringmaskart som beskrevs av Baird 1869. Eunice guttata ingår i släktet Eunice och familjen Eunicidae. Inga underarter finns listade i Catalogue of Life.